# أليكسي جيرمان
أليكسي يوريفيتش جيرمان (بالروسية: Алексей Юрьевич Герман) هو مخرج روسي سوفييتي ويعد واحدًا من أبرز المخرجين الروس حيثُ تميز بأسلوب تصوير صور فيه كلّ= أفلامه بالأبيض والأسود. لم يُخرج أليكسي في مسيرته المهنيّة سوى ستة أفلام وهي محاكمة على الطريق (1986) وعشرين يومًا بلا حرب (1977) وصديقي إيفان لابشين (1985) وخروستاليوف، سيارتي! (1998) والرفيق السابع (1968) ومن الصعب أن تكون إلهًا (2013).

## السيرة الذاتية
ولد جيرمان في لينينغراد (سانت بطرسبرغ، روسيا) عام 1938. والده هو الكاتب يوري جيرمان. درس على يد جريجوري كوزينتسيف حتى عام 1960، ثم انتقل للعمل في المسرح قبل أن ينضم إلى استوديو أفلام كمخرج مساعد. ظهر لأول مرة في الإخراج في فيلم الرفيق السابع إنتاج 1968، وشاركه الإخراج غريغوري أرونوف. على مدار حياته المهنية، واجهت العديد من مشاريعه صعوبات في الإنتاج أو معارضة رسمية. في غضون 50 عامًا، تمكن من إكمال ستة أفلام طويلة فقط، وكان فيلمه الأخير هو فيلم الخيال العلمي الصعب أن تكون إلهًا، أكمله ابنه أليكسي جيرمان بعد وفاته،  ظهر لأول مرة في مهرجان روما السينمائي عام 2013. محاكمة على الطريق (1971) هو الفيلم الذي جعل أليكسي الألماني مشهورًا. تم حظره لمدة خمسة عشر عامًا وكان «على رفوف» وزارة الثقافة في الاتحاد السوفيتي حتى صدوره (1986) فيعهد غورباتشوف.
في عام 1987، في مهرجان روتردام السينمائي الدولي (هولندا)، حصل أليكسي جيرمان، كمخرج، على جائزة KNF لأفلامه الثلاثة، محاكمة على الطريق، عشرين يومًا بدون حرب، وصديقي إيفان لابشين. تزوج جيرمان من كاتبة السيناريو سفيتلانا كارماليتا.  أنجبا ابنًا، أليكسي ألكسيفيتش جيرمان، وهو أيضًا مخرج سينمائي.  توفي جيرمان بسبب قصور القلب في 21 فبراير 2013 عن عمر يناهز 75 سنة.

## أسلوبه
تدور أحداث معظم أفلام جيرمان خلال حقبة جوزيف ستالين والحرب العالمية الثانية، وهي تصور الفترة الزمنية في ضوء حاسم. أفلامه، التي تم تصويرها في الغالب بالأبيض والأسود أو بألوان هادئة للغاية، لها مظهر «غامض» مميز وغالبًا ما توصف بأنها تبدو «قديمة». كان معروفًا بأناقة كمخرج، ولإبرازه عن أبطال لا يمكن تصنيفهم على أنهم أبطال ولا أعداء، ولإلقاء الممثلين ضد النوع.

## فيلموغرافيا

### الرفيق السابع (1968)
فيلمه الأول وهو مأخوذ عن رواية الكاتب بوريس أندريفيتش لافرينيوف

### محاكمة على الطريق (1986)
يعتبر فيلمه الرابع لكن كان المقرر عرضه عام 1971 ولكن تم حظره لمدة 15 عامًا. تم «تعليقه» بسبب موضوع الفيلم: تم انتقاده بشدة بسبب «تجريد الحركة الحزبية» والتعاطف مع الخائن أو المتعاون مع القوات النازية.
يُعرف أيضًا باسم نقطة التفتيش أو الفحص على الطريق وهو مأخوذ عن قصة أب جيرمان.

### عشرون يوماً بلا حرب (1977)
فيلم الثاني ويصف الفيلم كيف كانت الآراء للحرب كما تم تصويرها في صناعة أفلام الحرب السوفيتية مختلفة في الواقع كثيرًا عن الحقائق القاسية لحرب استند الفيلم إلى رواية وسيناريو كونستانتين سيمونوف، الصحفي العسكري الذي كتب القصيدة الشهيرة «انتظرني» خلال الحرب العالمية الثانية عام 1941. تم تصوير الفيلم في الغالب بالأبيض والأسود، أو بألوان صامتة للغاية، حيث يبدو أنه قديم ليكون مغلقًا بصريًا في زمن الحرب.

### صديقي أيفان لابشين (1985)
هو فيلم جريمة درامي مأخوذ عن رواية للكاتب الروسي إدوارد فولودارسكي.

### خروستاليوف، سيارتي! (1998)
هو فيلم درامي كوميدي إستغرق عليه جيرمان سبعة سنوات حتى انتهى منه من خلال دعم مادي من فرنسا وترشح الفيلم لجائزة السعفة الذهبية وقال مارتن سكورسيزي عنه الذين كان يترأس مهرجان كان في ذلك الوقت: ، أنه أفضل فيلم في المهرجان في ذلك العام. وثنى عليه وقارن بين المخرج الإيطالي العظيم فدريكو فليني وجيرمان وقد حصل المخرج على جائز أفضل فيلم وأفضل مخرج في حفل توزيع جوائز نقاد السينما الروسية عام1999. ويعتبره الكثيرون فيلم الأعظم.

#### من الصعب أن تكون إلهاً (2013)
تحفته الأخيرة الملحمية التي مدتها لثلاث ساعات استنادًا إلى رواية عام 1964 التي تحمل نفس الاسم بقلم أركادي وبوريس ستروغاتسكي، وهي من نوع الخيال العلمي والدراما.
وقد إستغرق مدة طويلة في الإنتاج والتصوير من عام (2000-2006) وستقبل الفيلم استقبالا رائعاً من النقاد وأشادوا بالفيلم جداً وأيضاً يعد الكثيرين هذا الفيلم أعظم فيلم لجيرمان.

## وصلات خارجية
أليكسي جيرمان على قاعدة بيانات الأفلام على الإنترنت imdb